# Conus boeticus
Espèce
Statut de conservation UICN

 LC  : Préoccupation mineure
Conus boeticus est une espèce de mollusques gastéropodes marins de la famille des Conidae.
Comme toutes les espèces du genre Conus, ces escargots sont prédateurs et venimeux. Ils sont capables de « piquer » les humains et doivent donc être manipulés avec précaution, voire pas du tout.

## Description
La taille de la coquille varie entre 15 mm et 40 mm. La spire striée est légèrement tuberculée. Le verticille est granuleux, strié.
vers la base. La couleur de la coquille est blanche, marbrée de marron ou de chocolat, avec des rangées tournantes de taches de marron. 

## Distribution
Cette espèce est présente dans l'océan Indien au large du Mozambique, des Seychelles et du bassin des Mascareignes. et dans l'océan Pacifique au large du Japon, de l'Indonésie, des Fidji et de l'Australie.

### Niveau de risque d’extinction de l’espèce
Selon l'analyse de l'UICN réalisée en 2011 pour la définition du niveau de risque d'extinction, cette espèce est signalée au Mozambique et aux Seychelles. On la trouve également dans une zone allant du sud du Japon à l'Indonésie en passant par les îles Fidji. Elle est commune à Palawan et Sabah Il n'y a pas de menaces majeures connues, elle est donc classée dans la catégorie préoccupation mineure.

## Taxonomie

### Publication originale
L'espèce Conus boeticus a été décrite pour la première fois en 1844 par l'éditeur et naturaliste britannique Lovell Augustus Reeve (1814-1865) dans la publication intitulée « Conchologia Iconica, or, illustrations of the shells of molluscous animals »,.

### Synonymes
- Conus (Splinoconus) boeticus Reeve, 1844 · appellation alternative
- Conus cerinus Reeve, 1848 · non accepté
- Conus fultoni G. B. Sowerby III, 1887 · non accepté
- Conus lachrymosus Reeve, 1849 · non accepté
- Conus meleus G. B. Sowerby III, 1913 · non accepté
- Conus nitidus Reeve, 1844 · non accepté
- Conus rivularius Reeve, 1849 · non accepté
- Kioconus (Nitidoconus) boeticus (Reeve, 1844) · non accepté
- Leptoconus boeticus (Reeve, 1844) · non accepté
- Nitidoconus boeticus (Reeve, 1844) · non accepté
- Rolaniconus boeticus (Reeve, 1844) · non accepté

## Identifiants taxonomiques
Chaque taxon catalogué par les bases de données biologiques et taxonomiques possède un identifiant qui permet d'établir un point de référence. Les identifiants de Conus boeticus dans les principales bases sont les suivants :
AFD : Conus_(Splinoconus)_boeticus - BOLD : 344179 - CoL : XX2B - GBIF : 5795841 - iNaturalist : 431876 - IRMNG : 11001625 - TAXREF : 91991 - UICN : 192374 - 